# Nulldefizit
Das Nulldefizit bezeichnet ein ausgeglichenes Budget pro Haushaltsjahr – die jährlichen Ausgaben übersteigen nicht die jährlichen Einnahmen. Nach Helmut Frisch ist bei einem Nulldefizit der Zinsaufwand aus bereits bestehender Verschuldung in den jährlichen Staatsausgaben bereits enthalten.
Im Kontext der Volkswirtschaftlichen Gesamtrechnung ist eine Senkung der Staatsausgaben (bei einem Nulldefizit sogar unter das Niveau der Einnahmen, weil abzüglich Zinsaufwand) realwirtschaftlich problematisch: Jede Senkung der staatlichen Ausgaben erhöht (unter sonst unveränderten Bedingungen) den gesamtwirtschaftlichen Finanzierungsbedarf der Unternehmen, mindert die Einkommen (Y) der Ökonomie (Y=I-S).

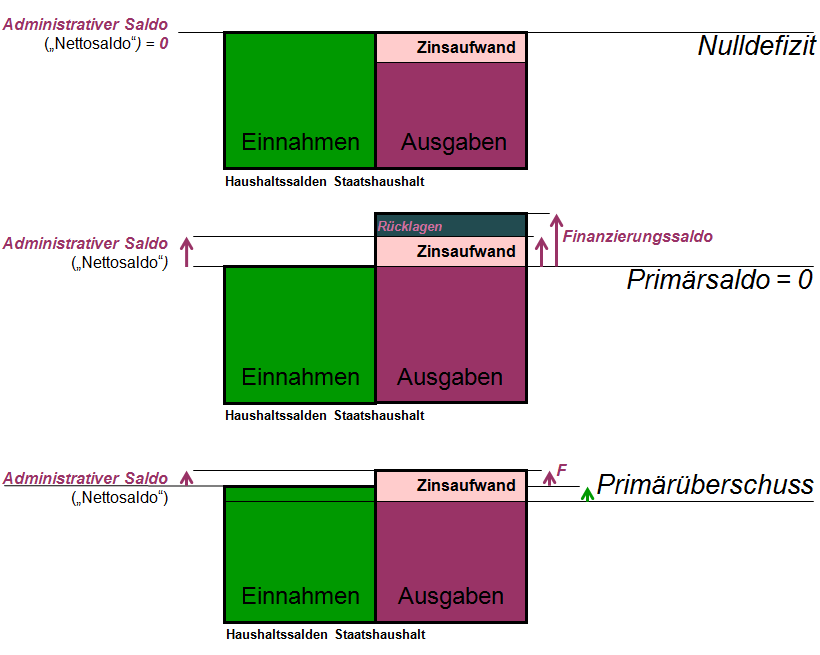
Einnahme-, Ausgabesalden zu Nulldefizit

## Strukturelles Defizit ab 2017
Das strukturelle Defizit des österreichischen Staatshaushalts soll ab 2017 grundsätzlich 0,45 % (Fiskalpaktkriterium: 0,5 %) nicht übersteigen (Ausnahme: Naturkatastrophen und „Notsituationen“). Das bedeutet, dass bei einem beispielhaften Zinsaufwand (2,3 % Zinsaufwand im Jahr 2011; 2,2 % im Jahr 2012) von 2 % zur Bedienung von Altschulden, der österreichische Staatshaushalt ab 2017 pro Jahr um 1,55 % (abzüglich Zinsaufwand) von BIP mehr einnehmen muss, als er ausgeben kann (bei 2 % Zinsaufwand und 0,45 % Defizit). Dies kann auf zweierlei Arten bewerkstelligt werden – entweder der Staatshaushalt erhöht mittels Abgabenbelastung (Steuererhöhungen) seine Einnahmen oder er reduziert seine Ausgaben. Ob dies ungünstig auf die österreichische Konjunktur (und damit auf BIP und Schuldenquote in BIP-Relation) wirkt, hängt davon ab, wer von der Verringerung (in Relation zu den Einnahmen) der staatlichen Ausgaben betroffen ist. Sind Haushalte (Unternehmen, private Haushalte) betroffen, die nur aus den staatlichen Mehrausgaben ihr Geldsparvermögen erhöht hätten und nehmen diese die Verringerung so hin, dass diese ihre Sparquote nicht erhöhen, dann hat die staatliche Ausgabensenkung keine konjunkturell ungünstige Auswirkung. Sind aber Haushalte betroffen, die die gekürzten Einnahmen (bzw. erhöhten Steuerabgaben) an nichtstaatliche Wirtschaftssubjekte ausgegeben hätten, dann ist von einer konjunkturellen Abkühlung auszugehen (bzw. nicht von einer Konjunkturerholung). Die Höhe des Zinsaufwandes geht per Saldo zwar nicht verloren – bedeutet wiederum Einnahmen der jeweiligen Gläubiger – jedoch ist fraglich, inwieweit die Höhe des Zinsaufwandes wieder in den Wirtschaftskreislauf zurückkehrt oder inwieweit die jeweilige Höhe bloß konjunkturell unwirksame Geldsparvermögen der Privaten erhöht.

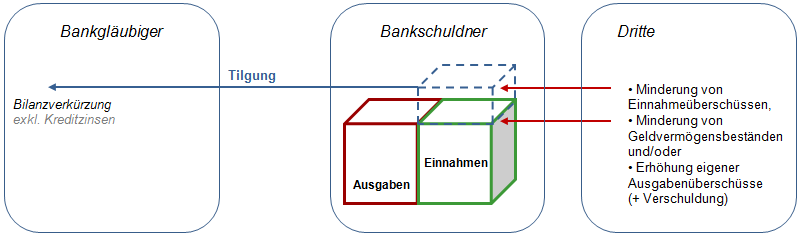
Kredittilgung & gesamtwirtschaftliche Finanzierung

Wenn sogar die absolute Verschuldung des Staatshaushalts abgebaut werden soll, wie dies zwischen 2014 und 2020 vorgesehen ist (und eine Rückführung der die 60-%-Grenze überschreitenden Schuldenquote um ein Zwanzigstel der Überschreitung pro Jahr ab 2014, für Österreich also Rückführung von ca. 1 % pro Jahr) muss der österreichische Staatshaushalt (bei stabilem BIP) zusätzlich Überschüsse der Einnahmen (über den Ausgaben) erzielen. Konjunkturneutral sei dies nur dann, wenn entweder die privaten Haushalte entsparen und/oder die inländischen Unternehmen und/oder das Ausland ihre Verschuldung erhöhen.

### Strukturelles Defizit/Konjunkturelles Defizit
Das strukturelle Defizit ist das um Konjunkturschwankungen bereinigte, jährliche Budgetdefizit des jeweiligen Staatshaushalts. Gustav Horn definiert wie folgt: „Das strukturelle Defizit entspricht also jenem Teil des Gesamtdefizits, der bei Normalauslastung des Produktionspotenzials besteht.“ Insofern ist zu Ermittlung, Höhe und Abgrenzung die Bewertung des Produktionspotenzials der jeweiligen Volkswirtschaft(en) maßgeblich. Tendenziell schätzt die OECD Produktionspotenzial und Outputlücke gering(er) ein. Wird das jeweilige Produktionspotenzial so berechnet bzw. begründet, dass es aufgrund der Krise sinke bzw. gesunken sei, besteht freilich keine Notwendigkeit das strukturelle Defizit zur Konjunkturanregung zu überschreiten. Steigende Arbeitslosigkeit wird dann zu struktureller Arbeitslosigkeit umgedeutet, die Absatzkrise zu Strukturkrise. Makroökonomische Ungleichgewichte seien mittels makroökonomischer Anpassungsprogramme (Lohnstückkosten, Privatisierungen etc.) zu lösen.

## Strukturelles Nulldefizit ab 2015
Ein wie von EU-Kommission und österreichischem Fiskalrat (vormals Österreichischer Staatsschuldenausschuss) gefordertes strukturelles Nulldefizit bereits ab 2015 wird der steigenden Arbeitslosigkeit Österreichs 2015 keinen Einhalt bieten können, die schwächelnde österreichische Konjunktur nicht anregen, im Gegenteil – diesbezüglich spricht Jürgen Kröger von der Europäischen Kommission von „sektoralen Anpassungsnotwendigkeiten“.

## Wort des Jahres (Österreich) 2001
Auch wenn der Ausdruck Nulldefizit bereits im Jahr 1926 geläufig war, entwickelte er sich nach 1999, zur Zeit der Bundesregierung Schüssel I, in Österreich zum geflügelten Wort in Politik und Medien. Vor allem Finanzminister Karl-Heinz Grasser präsentierte es als „zentralen Inhalt des Regierungsprogramms“. Die Oppositionspartei SPÖ kritisierte die „Verschlagwortung“ der Politik und setzte sich für ein ausgeglichenes Budget über den Konjunkturzyklus ein (bei schlechter Wirtschaftslage Neuverschuldung, bei guter Wirtschaftslage Überschuss). Im Jahr 2001 wies der österreichische Staatshaushalt ein Nulldefizit auf. Das ausgeglichene Budget mag zustande gekommen sein, weil Länder und Gemeinden einen Budgetüberschuss erwirtschafteten und der Bund einige Staatsbetriebe verkaufte.
Aufgrund der enormen Medienpräsenz wurde der Begriff zum österreichischen Wort des Jahres 2001.